# 공모
공모(公募)는 새로이 발행한 주식·공사채 등 유가 증권의 인수(引受)를 널리 일반에게 모집하는 것을 말한다. 발행 가격은 시가 또는 이에 가까운 가격으로 정해진다.
공모는 회사 또는 이와 유사한 회사의 증권을 대중에게 제공하는 것이다. 일반적으로 유가 증권은 증권 거래소에 상장된다. 대부분의 관할권에서 공모는 발행 회사가 회사 자체 및 재정에 대한 정보뿐만 아니라 제안된 보안에 첨부된 조건 및 권리를 자세히 설명하는 안내서를 발행하도록 요구한다. 다른 많은 규제 요구 사항은 공모와 관련이 있으며 관할권에 따라 다르다.
보험업자의 서비스는 종종 공모를 수행하는데 사용된다.